# Osterwa

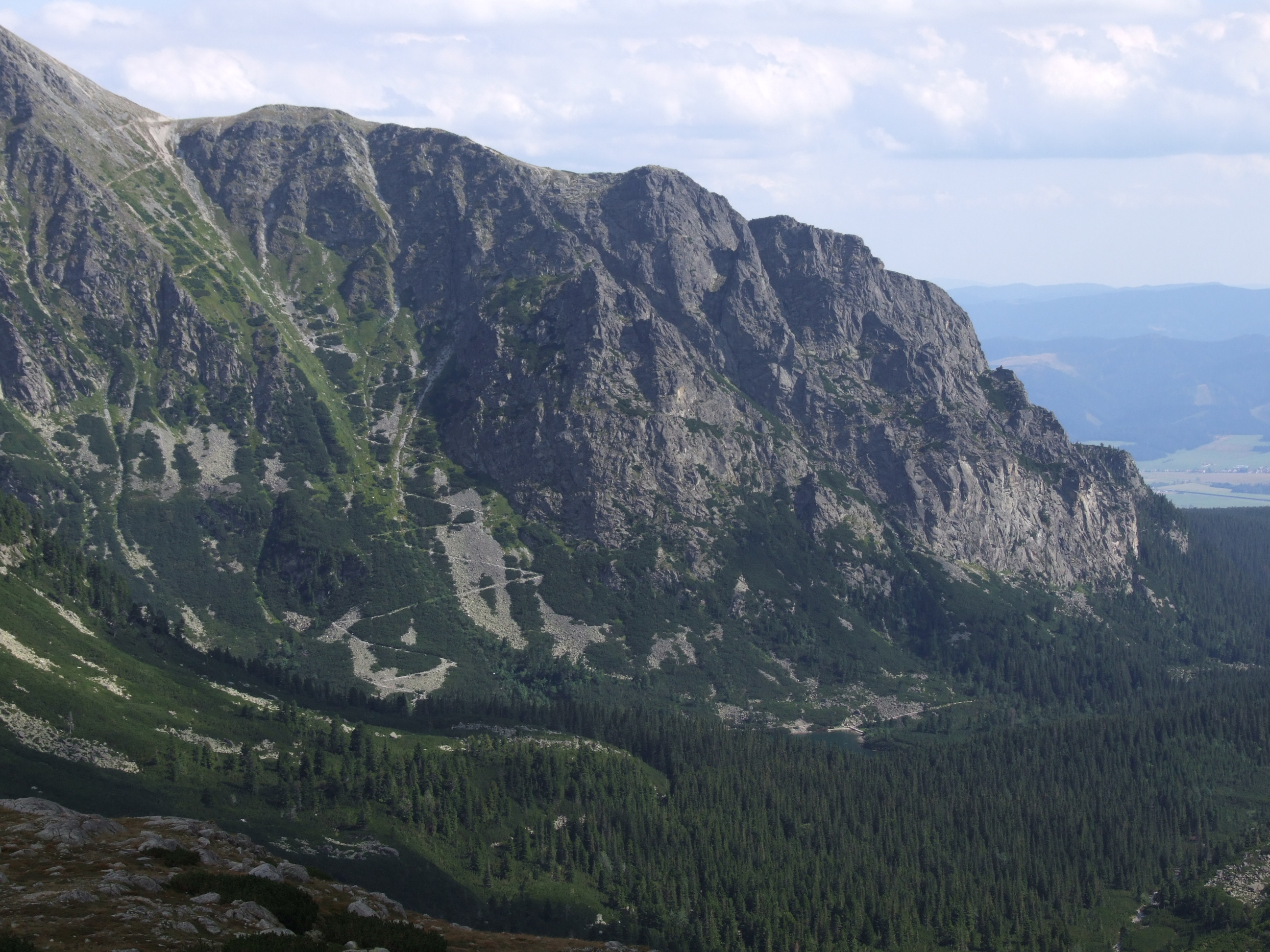
Widok z Doliny Mięguszowieckiej

Osterwa (słow. Ostrva, niem. Osterwa, Osterva, węg. Oszterva) – szczyt o wysokości 1980 m lub 1984 m n.p.m., położony w Tatrach Wysokich, po stronie słowackiej, w grzbiecie rozdzielającym Dolinę Mięguszowiecką i Dolinę Wielkiej Huczawy.
Masyw Osterwy znajduje się bezpośrednio ponad Popradzkim Stawem (po jego południowo-wschodniej stronie) i podobnie jak pobliska Przełęcz pod Osterwą stanowi dobry punkt widokowy na Dolinę Mięguszowiecką i Dolinę Złomisk.
Szczyt ma trzy wierzchołki, z których najwyższy znajduje się najbliżej Przełęczy pod Osterwą, oddzielającej cały masyw od Tępej. Na Osterwę nie prowadzi żaden znakowany szlak turystyczny. Wielu turystów wchodzi na niewysoki wierzchołek, gdyż przez Przełęcz pod Osterwą przebiega Magistrala Tatrzańska (Tatranská magistrála), a dojście od przełęczy na sam szczyt nie nastręcza żadnych problemów. Na południowy zachód od szczytu rozciąga się szeroki grzbiet, w którym położone są kolejno:
- Wyżnie Wrótka w Osterwie (Vyšná bránka v Ostrve),
- Zadnia Osterwa (Zadná Ostrva, 1926 m),
- Niżnie Wrótka w Osterwie (Nižná bránka v Ostrve),
- Pośrednia Osterwa (Prostredná Ostrva),
- Skrajna Osterwa (Predná Ostrva),
- Smrekowiec (Smrekovec) – fragment grzbietu pokryty lasem iglastym.

Nieco poniżej grani, na zachód od Zadniej Osterwy, znajdują się Igła w Osterwie (Ihla v Ostrve, ok. 1890 m) i Mała Igła w Osterwie (Malá Ihla v Ostrve).
Nazwa szczytu pochodzi najprawdopodobniej od ostrewki (t. ostrew, słow. ostrva, ostŕv), konstrukcji służącej do suszenia siana składającej się z jednej żerdki z poprzycinanymi gałęziami (na Podhalu) lub trzech żerdek związanych w kształt ostrosłupa (na Spiszu). Sam masyw Osterwy nie przypomina kształtem piramidy, prawdopodobnie nazwa została przeniesiona z sąsiedniej Tępej.
U podnóża góry znajduje się Tatrzański Cmentarz Symboliczny (Tatranský symbolický cintorín).
Na szczyt wchodzono od dawna. Pierwszego znanego wejścia dokonali Haag junior, Herut, dr Kloss, Viktor Lorenc, Treutler i przewodnicy z Jánem Rumanem Driečnym młodszym na czele 20 sierpnia 1875 r. Zimą jako pierwszy na Osterwę wszedł Theodor Wundt 24 grudnia 1891 r.
Od nazwy szczytu swój pseudonim artystyczny zaczerpnął sławny aktor międzywojenny, Juliusz Osterwa.

## Szlaki turystyczne
– znakowana czerwono Magistrala Tatrzańska przebiegająca znad Popradzkiego Stawu przez Przełęcz pod Osterwą i Dolinę Stwolską do Batyżowieckiego Stawu.
- Czas przejścia znad Popradzkiego Stawu na przełęcz: 1:35 h, ↓ 50 min
- Czas przejścia z przełęczy do Batyżowieckiego Stawu: 1:40 h w obie strony